# Umberto Ajello
Umberto Ajello (La Spezia, 20 aprile 1901 – ...) è stato un politico italiano.

## Biografia
Fascista della prima ora, primo organizzatore del Fascio di Livorno nel 1920, nel biennio 1921-1922 rappresenta l'ala più dura ed intransigente del fascismo rivoluzionario e repubblicano dirigendo una delle più attive squadre d'azione italiane. 

Nel 1927, quando Tonci assume la carica di podestà, entra a far parte del direttorio cittadino del partito e si inserisce nel sistema di potere personale di Galeazzo Ciano. Su indicazione di quest'ultimo e di Achille Starace - che ha promosso nello stesso periodo una leva di giovani dirigenti - viene nominato federale di Livorno, carica che la sua fedeltà al "generissimo" gli fa mantenere fino alla sua caduta nel 1943 e che lo comprende nell'elenco dei cinque federali che hanno mantenuto più a lungo tale carica.